# 邊上臣
邊上臣（？年—？年），貴州清浪衛（今貴州省镇远县东北清溪镇）人。明朝政治人物。

## 生平
萬曆十年（1582年），邊上臣以思州府學生中式壬午科貴州鄉試舉人。官山東博興縣知縣。